# Pfarrkirche Wilfleinsdorf

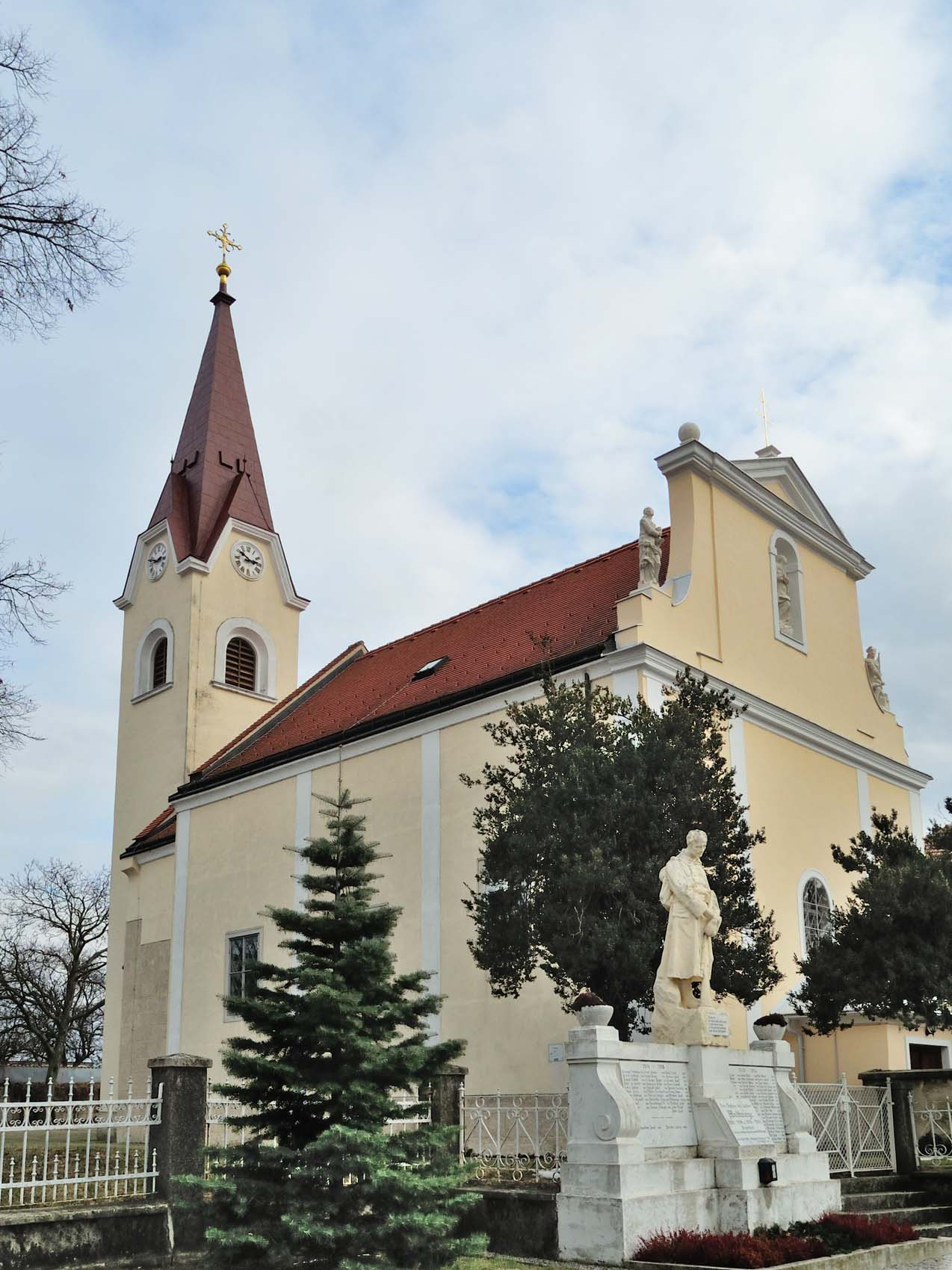
Katholische Pfarrkirche Hll. Peter und Paul in Wilfleinsdorf

Die Pfarrkirche Wilfleinsdorf steht etwas erhöht auf einer platzartigen Erweiterung in der Ortsmitte von Wilfleinsdorf in der Stadtgemeinde Bruck an der Leitha im Bezirk Bruck an der Leitha in Niederösterreich. Die dem Patrozinium der Heiligen Peter und Paul unterstellte römisch-katholische Pfarrkirche gehört zum Dekanat Bruck an der Leitha im Vikariat Unter dem Wienerwald der Erzdiözese Wien. Die Kirche steht unter Denkmalschutz (Listeneintrag).

## Geschichte
Eine Pfarre bestand vor 1248. Wohl nach Zerstörungen 1683 erfolgte 1717/1718 ein Neubau des Langhauses über den mittelalterlichen Grundmauern. Die ursprüngliche Kirche war wohl der heutige Chor mit der eingezogenen Halbkreisapsis. Daran wurde im Anfang des 13. Jahrhunderts die Seitenkapelle angebaut. Das heutige Langhaus wurde wohl im Mittelalter erbaut.

## Architektur
Der ursprünglich hochromanische Apsidensaal aus dem zweiten Viertel des 12. Jahrhunderts mit einer am Chor südseitig angebauten spätromanischen Seitenkapelle erhielt um 1737 einen hohen an der Apsis angebauten Ostturm. Die Kirche wurde um 1700 barockisiert.
Die westliche Friedhofsmauer hat eine barocke Toranlage flankiert von Pilastern und mit bekrönenden Vasen, das Rundbogenportal mit einem Keilstein hat einen Dreieckgiebel mit einer Figurennische.

## Ausstattung
Der flache die Ostwand einnehmende klassizistische Hochaltar mit einem Säulen- und Pilasteraufbau und Opfergangsportalen zeigt das Altarbild Hll. Peter und Paul gemalt von Bonaventura Leon Emler 1850. Die Putten sind aus der ersten Hälfte des 18. Jahrhunderts.
Die Statue hl. Johannes Evangelist entstand um 1720. Die neogotischen Statuen Maria mit Kind, Herz Jesu und Antonius entstanden um 1900.
Die Orgel mit 8 Registern baute Jacob Deutschmann 1834 in einem marmorierten klassizistischen Gehäuse.